# 云屯经济区
云屯经济区是越南北部的一个经济区，2007年中期建成，目标是成为一个高品质的岛屿生态旅游中心，同时，它是一个促进广宁经济发展的航空、国际贸易的枢纽。2009年2月18日，越南总理签署了到2020年建设云屯经济特区总体规划任务的批准文件。